# Кісконен Марина Олександрівна
Марина Олександрівна Кісконен (рос. Марина Александровна Кисконен; нар. 19 березня 1994, Великий Новгород, Росія) — російська футболістка, півзахисниця московського ЦСКА та національної збірної Росії.

## Клубна кар'єра
Вихованка столичної футбольної школи «Чертаново». Перший тренер – Олена Нуйкіна.
У 2011 році уклала контракт із «Росіянкою», де виступала до 2014 року. Дебютувала 3 вересня 2011 року проти «Кубаночки», вийшовши на заміну на 46-й хвилині. Перший гол забила 23 вересня у ворота «Донеччанки». 27 вересня 2012 року дебютувала у Лізі чемпіонів УЄФА у поєдинку проти Ден Гаага (перемога «Росіянки», 4:1).
У 2015 році перейшла до «Чертаново», де з самого початку стала гравцем стартового складу. Першу гру за Чертаново провела 19 квітня 2015 року проти «Кубаночки».
З 2019 по 2021 роки виступала в європейських чемпіонатах (Фінляндія та Іспанія), у липні 2021 року повернулася до Росії, де підписала контракт із московським ЦСКА.

## Кар'єра в збірній
Дебютувала в юнацькій збірній Росії 24 жовтня 2009 року в матчі проти Вірменії, вийшовши на заміну на 41-й хвилині та стала автором дубля, забивши голи на 48-й та 63-й хвилинах матчу.
У молодіжній збірній Росії дебютувала 13 вересня 2010 року в матчі проти збірної Кіпру і була замінена на 60 хвилині матчу. Зі молодіжної збірної Росії взяла участь на молодіжному Чемпіонаті Європи 2011 року, зігравши два матчі на груповому етапі.
У складі збірної Росії дебютувала 8 червня 2017 року у товариському матчі із Сербією.

## Досягнення
- Чемпіонат Росії
  -  Чемпіон (1): 2012
  -  Срібний призер (2): 2018, 2021